# Clarkton (Missouri)
Clarkton és una població dels Estats Units a l'estat de Missouri. Segons el cens del 2000 tenia 1.330 habitants.

## Demografia
Segons el cens del 2000, Clarkton tenia 1.330 habitants, 537 habitatges, i 366 famílies. La densitat de població era de 454,4 habitants per km².
Dels 537 habitatges en un 35,4% hi vivien nens de menys de 18 anys, en un 44,5% hi vivien parelles casades, en un 18,6% dones solteres, i en un 31,8% no eren unitats familiars. En el 28,9% dels habitatges hi vivien persones soles el 14,2% de les quals corresponia a persones de 65 anys o més que vivien soles. El nombre mitjà de persones vivint en cada habitatge era de 2,48 i el nombre mitjà de persones que vivien en cada família era de 2,99.
Per edats la població es repartia de la següent manera: un 30% tenia menys de 18 anys, un 10% entre 18 i 24, un 27,5% entre 25 i 44, un 19% de 45 a 60 i un 13,5% 65 anys o més.
L'edat mediana era de 33 anys. Per cada 100 dones de 18 o més anys hi havia 85,1 homes.
La renda mediana per habitatge era de 16.250 $ i la renda mediana per família de 20.350 $. Els homes tenien una renda mediana de 20.147 $ mentre que les dones 19.479 $. La renda per capita de la població era de 9.292 $. Entorn del 35,2% de les famílies i el 40% de la població estaven per davall del llindar de pobresa.

## Poblacions més properes
El següent diagrama mostra les poblacions més properes.